# Localització absoluta
La localització absoluta descriu la posició d'un objecte o un lloc sobre la superfície de la Terra. Un exemple seria la longitud i la latitud d'un lloc. Per exemple la posició del llac Michigan, Estats Units, es pot expressar aproximadament en el sistema de coordenades WGS84 com localització 10.65°N (latitud), 71.6°W (longitud). Tanmateix és important recordar que aquesta és només una manera de descriure la seva posició. Localització absoluta és un terme que no té un significat real, ja que totes les localitzacions poden expressar-se de forma relativa respecte a una altra cosa. Per exemple, la longitud és el nombre de graus est o oest des del meridià de referència (Prime Meridian), una línia que ha estat escollida arbitràriament per passar-hi Greenwich, Londres. De manera similar la latitud és el nombre de graus al nord o al sud de l'Equador. Com que la latitud i longitud s'esperessen relatives a altres línies, una posició expressada en latitud i longitud és una localització relativa.